# Valle di Katmandu
La valle di Katmandu è il luogo dove è situata la capitale del Nepal. Essa vanta numerose mete di culto e pellegrinaggio per i seguaci delle religioni Indù e buddhista.
Le tre maggiori città, Katmandu, Patan e Bhaktapur, presentano gli esempi più significativi dell'arte e dell'architettura nepalese (arte dei Newa, l'etnia autoctona della valle).
La valle di Katmandu è stata riconosciuta come patrimonio dell'umanità dall'UNESCO nel 1979. La ricchezza della valle stessa le ha sempre permesso di essere il motore politico e culturale della nazione.

## Storia
Le leggende narrano che in tempi remoti la valle di Katmandu fosse un lago, ma il bodhisattva Mañjuśrī creò con un colpo di spada la gola di Chobar, facendone defluire le acque.
Fra i primi abitanti della valle storicamente accertati vi furono i Kirati (o Kiranti, VIII secolo a.C.). Nel IV secolo d.C. vi fu l'invasione dei Licchavi, che introdussero l'Induismo ed il relativo sistema sociale (il Muluki Ain) con la suddivisione della popolazione in caste.
I secoli dal IX al XII videro la supremazia dei Thakuri, a cui seguirono nel XIII secolo i Malla. La valle era suddivisa in alcune città-stato costantemente in guerra fra loro, nonostante i regnanti fossero spesso legati da vincoli di parentela. A questo periodo risale la maggioranza delle vestigia storiche ed artistiche della valle.
Questa fase storica si chiuse nel XVIII secolo con l'affermazione della dinastia Shah. Nel 1768 Prithvi Narayan Shah riuscì infine a conquistare con il suo esercito Katmandu e fu incoronato quale primo re del Nepal unificato.

## Geografia
La valle di Katmandu è una conca di forma approssimativamente circolare incastonata fra montagne sub-himalayane che presentano un'altitudine media di 2000 m. La superficie pianeggiante (1300 m s.l.m.) ha un'area di circa 2000 km².
I fiumi principali sono il Bagmati, il Manahara, il Vishnumati e l'Hanumante. Questi ultimi tre confluiscono nel Bagmati prima di sfociare dalla valle attraverso un percorso stretto e tortuoso.

## Luoghi

### Città principali
- Katmandu
- Patan
- Bhaktapur

### Località minori

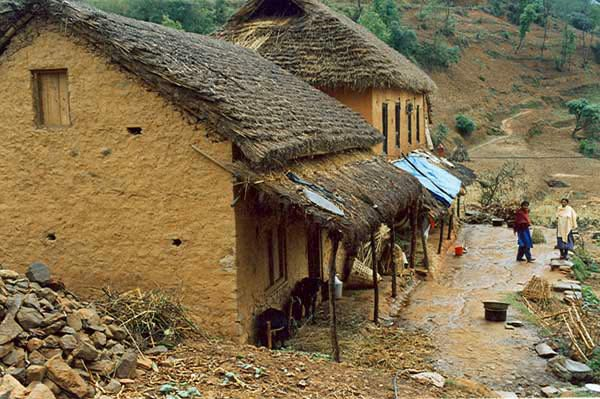
Casa nella valle di Katmandu

- Budhanilkhanta
- Chobar
- Dakshinkali
- Dhulikhel
- Godawari
- Gorkhana
- Kirtipur
- Nagarkot
- Sankhu
- Thankot
- Thimi

### Monumenti e templi

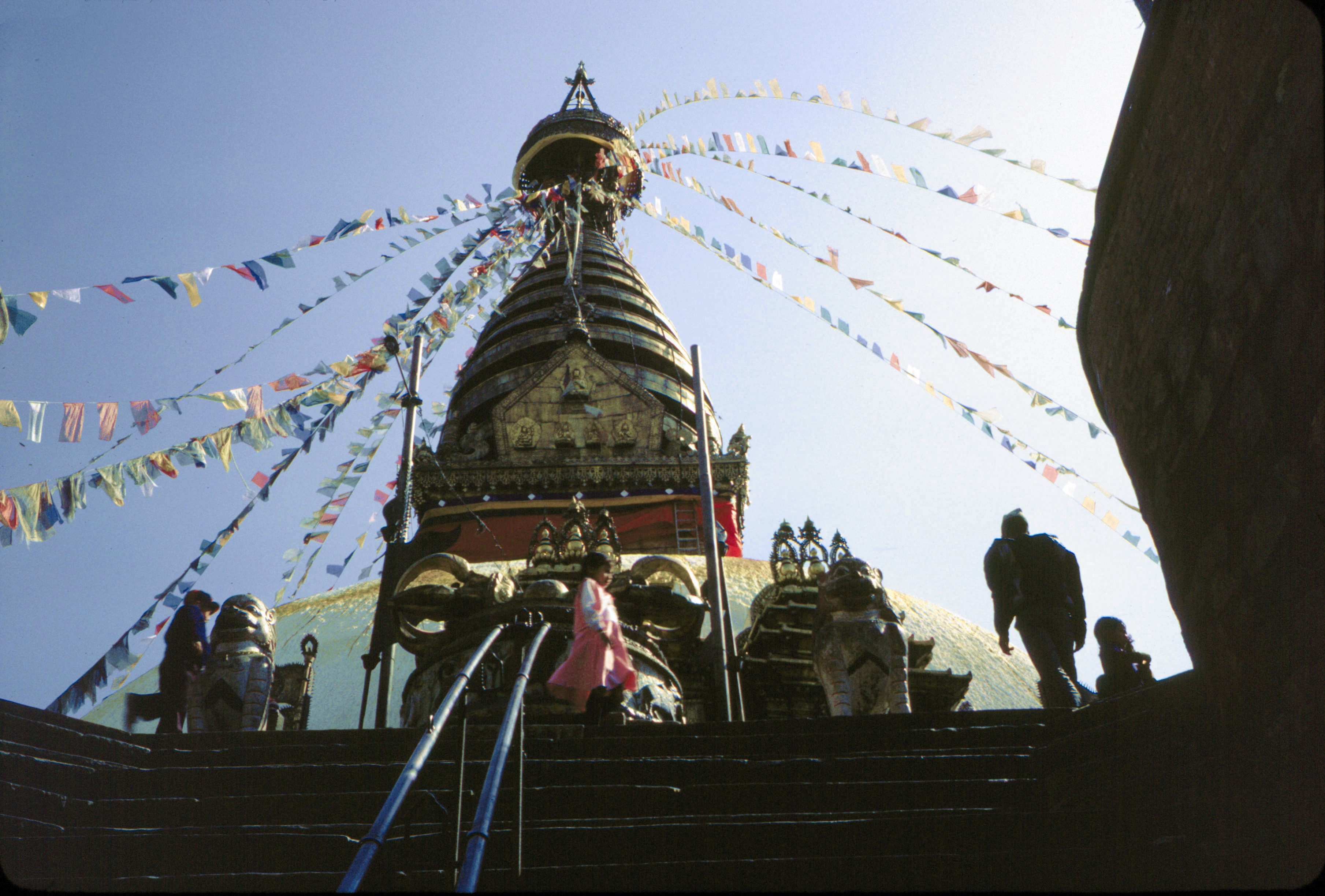
Lo stupa di Swayambhunath

- Piazza del Durbar di Katmandu
- Piazza del Durbar di Patan
- Piazza del Durbar di Bhaktapur
- Tempio di Changu Narayan
- Tempio di Pashupatinath
- Tempio di Vajra Jogini
- Tempio di Jalasan Narayan
- Stupa di Swayambhunath
- Stupa di Boudhanath